# Linda Thompson (cantante)
Linda Thompson, nata Linda Pettifer (23 agosto 1947), è una cantante britannica.
Ha spesso collaborato con il marito Richard Thompson.

## Discografia
Richard & Linda Thompson
- 1974 - I Want to See the Bright Lights Tonight
- 1975 - Hokey Pokey
- 1975 - Pour Down Like Silver
- 1978 - First Light
- 1979 - Sunnyvista
- 1982 - Shoot Out the Lights

Solista
- 1985 - One Clear Moment
- 2002 - Fashionably Late
- 2007 - Versatile Heart
- 2013 - Won't Be Long Now

Altre partecipazioni
- 2014 - Family (con i Thompson)